# 125-й бомбардировочный авиационный полк
125-й бомбардировочный авиационный полк, он же 125-й скоростной бомбардировочный авиационный полк, с 1942 года 125-й авиационный полк дальнего действия — воинская часть Вооружённых сил СССР в Великой Отечественной войне.

## История наименований полка
- 125-й бомбардировочный авиационный полк;
- 125-й скоростной бомбардировочный авиационный полк;
- 125-й авиационный полк дальнего действия;
- 15-й гвардейский авиационный полк дальнего действия;
- 15-й гвардейский авиационный Севастопольский полк дальнего действия;
- 15-й гвардейский авиационный Севастопольский Краснознамённый полк дальнего действия;
- 15-й гвардейский бомбардировочный авиационный Севастопольский Краснознамённый полк;
- 198-й гвардейский бомбардировочный Севастопольский Краснознамённый авиационный полк (21.12.1945 г.);
- 198-й гвардейский тяжёлый бомбардировочный Севастопольский Краснознамённый авиационный полк (1952 г.);
- 79-й гвардейский ракетный Севастопольский Краснознамённый полк (с 1960 г.).

## История
Полк сформирован 4 августа 1940 году в Могилёве как 125-й бомбардировочный авиационный полк. Именно в этот день 125 БАП был зачислен боевой единицей в состав Военно-воздушных сил Красной Армии. само формирование полка началось в марте 1940 года в городе Могилёве на аэродроме Луполово. Он состоял из пяти эскадрилий оснащённых самолётами СБ. С апреля 1941 года полк находился в лётных лагерях на полевом аэродроме Миньки, в 80 км южнее Быхова. часть командиров звеньев с самолётами в июне 1941 года базировалась в г. Бобруйске. Первым командиром бомбардировочного авиаполка стал майор Кобец А. И. Под его командованием полк и встретил первые дни Великой Отечественной войны.
В составе действующей армии во время ВОВ c 22 июня 1941 по 25 июля 1941, с 17 сентября 1941 по 23 января 1942 и как 125-й авиационный полк дальнего действия с 8 августа 1942 по 26 марта 1943 года.
На 22 июня 1941 года базируется в Быхове, имея на вооружении 30 Пе-2 и 38 самолётов СБ (в том числе 8 неисправных). В течение месяца ведёт напряжённые бои в Белоруссии, к 25 июля 1941 года в полку осталось только 7 самолётов и полк был выведен на переформирование в Казань, был вооружён Пе-2.
Прибыл 7 сентября 1941 года под Ленинград, с 17 сентября 1941 года в двухэскадрильном составе (20 Пе-2) действует под Ленинградом в районах Синявино, Мга, Тосно, Ижора, Урицк, Саблино, Сиверская, в сентябре-октябре 1941 года — в районах Невской Дубровки и Отрадного. Сначала полк действовал из района Тихвина, с начала октября 1941 года с аэродрома на северо-западе Ленинграда. Так, например, 12 октября и 6 ноября 1941 года под прикрытием истребителей 15-го истребительного полка наносит чувствительные удары по аэродрому Сиверская, 16 декабря 1941 года бомбит колонны противника у Чудово. Принимает участие в боях в ходе Тихвинских оборонительной и наступательной операций. За время боёв под Ленинградом полк совершил 162 групповых боевых вылета для нанесения бомбовых ударов по скоплениям боевой техники и пехоты врага, сбросил 21355 авиационных бомб, разгромил крупный штаб, два эшелона с живой силой и техникой, три склада с боеприпасами, повредил 10 железнодорожных станций, уничтожил 89 самолётов противника. Однако к январю 1942 года при этом потерял 60 % лётного состава и 22 самолёта, а к 21 января 1942 года в полку остался один исправный самолёт. Остатки полка были переправлены в Монино, где полк был пополнен и начал переобучение на самолёты B-25.
С 8 августа 1942 года полк, базируясь на аэродроме Чкаловское Московской области начал боевые вылеты и вплоть до конца марта 1943 года действует как бомбардировочный полк дальней авиации, участвует в операциях, проводимых Западным, Калининским, Сталинградским, Брянским фронтами, наносит удары по войскам и скоплениям техники на станциях и железнодорожных узлах Гомель, Вязьма, Витебск, Орша, Смоленск, Брянск, авиации на аэродромах Курск, Смоленск, Сеща, Витебск, Ново-Дугино.
Приказом Наркома обороны СССР № 138 от 26 марта 1943 преобразован в 15-й гвардейский авиационный полк дальнего действия
За отличные и умелые боевые действия полка, за доблесть и мужество, проявленные в боях за Севастополь, приказом НКО № 136 от 24 мая 1944 г. 15-му гвардейскому авиационному полку дальнего действия присвоено почётное наименование «Севастопольский».
За образцовое выполнение боевых заданий командования Белорусского фронта и проявленные при этом доблесть и мужество Указом Президиума Верховного Совета СССР 19 августа 1944 15-й гвардейский Севастопольский авиационный полк награждён орденом Красного Знамени.
26.12.1944 г. переименован в 15-й гвардейский бомбардировочный Севастопольский Краснознамённый авиационный полк (Директива Генерального штаба №. Орг/10/315706 от 26.12.44 г)
В конце февраля 1945 года полк перебазировался на аэродром г. Мелец (Польша).
21.12.1945 г. переименован в 198-й гвардейский бомбардировочный Севастопольский Краснознамённый авиационный полк
3 июня 1946 года полк перебазировался с аэродрома г. Мелец (Польша) на аэродром г. Кировограда, в феврале 1951 года — на аэродром г. Борисполя
1952 г — переименован в 198-й гвардейский тяжёлый бомбардировочный Севастопольский Краснознамённый авиационный полк.
1959 — авиационный полк расформирован с последующей передачей в 1960 году Боевого Знамени ракетному полку
14 декабря 1960 года 79-му ракетному полку по преемственности вручается Боевое Знамя 198-го гвардейского бомбардировочного Севастопольского Краснознамённого авиационного полка, и полк получает новое наименование — 79-й гвардейский ракетный Севастопольский Краснознамённый полк.
Базирование после Великой Отечественной войны :
1945 — февраль 1951 года, г. Кировоград, Кировоградская область.
февраль 1951—1959 год, г. Борисполь, Киевская область

## Полное наименование
- 125-й бомбардировочный авиационный полк, с 1942 года 125-й авиационный полк дальнего действия

## Все наименования
04.08.1940 — 125-й бомбардировочный авиационный полк
29.09.42 переименован в 125-й авиационный полк дальнего действия
26.03.43 переименован в 15-й гвардейский авиационный полк дальнего действия
24.05.44 присвоено почётное наименование Севастопольский: 15-й гвардейский Севастопольский авиационный полк дальнего действия
19.08.44 награждён орденом Красного Знамени: 15-й гвардейский Севастопольский Краснознамённый авиационный полк дальнего действия
26.12.44 переименован в 15-й гвардейский бомбардировочный Севастопольский Краснознамённый авиационный полк
21.12.45 переименован в 198-й гвардейский бомбардировочный Севастопольский Краснознамённый авиационный полк
1952—1959 198-й гвардейский тяжёлый бомбардировочный Севастопольский Краснознамённый авиационный полк.
1959 — авиационный полк расформирован с последующей передачей в 1960 году Боевого Знамени 79-му ракетному полку

## Подчинение
| Дата       | Фронт (округ)             | Армия                                  | Корпус                                  | Дивизия (бригада)                          | Примечания |
| ---------- | ------------------------- | -------------------------------------- | --------------------------------------- | ------------------------------------------ | ---------- |
| 22.06.1941 | Западный фронт            | -                                      | -                                       | 13-я бомбардировочная авиационная дивизия  | -          |
| 01.07.1941 | Западный фронт            | -                                      | -                                       | 13-я бомбардировочная авиационная дивизия  | -          |
| 10.07.1941 | Западный фронт            | -                                      | -                                       | 13-я бомбардировочная авиационная дивизия  | -          |
| 01.08.1941 | Приволжский военный округ | -                                      | -                                       | -                                          | -          |
| 01.09.1941 | Приволжский военный округ | -                                      | -                                       | -                                          | -          |
| 01.10.1941 | Ленинградский фронт       | -                                      | -                                       | 2-я смешанная авиационная дивизия          | -          |
| 01.11.1941 | Ленинградский фронт       | -                                      | -                                       | 2-я смешанная авиационная дивизия          | --         |
| 01.12.1941 | Ленинградский фронт       | -                                      | -                                       | 2-я смешанная авиационная дивизия          | -          |
| 01.01.1942 | Ленинградский фронт       | -                                      | -                                       | 2-я смешанная авиационная дивизия          | -          |
| 01.02.1942 | Ленинградский фронт       | -                                      | -                                       | 2-я смешанная авиационная дивизия          | -          |
| 01.03.1942 | Резерв Ставки ВГК         | -                                      | -                                       | -                                          | -          |
| 01.04.1942 | Резерв Ставки ВГК         | -                                      | -                                       | -                                          | -          |
| 01.05.1942 | Приволжский военный округ | -                                      | -                                       | -                                          | -          |
| 01.06.1942 | Приволжский военный округ | -                                      | -                                       | -                                          | -          |
| 01.07.1942 | Резерв Ставки ВГК         | -                                      | -                                       | 222-я бомбардировочная авиационная дивизия | -          |
| 01.08.1942 | Резерв Ставки ВГК         | 1-я бомбардировочная авиационная армия | -                                       | 222-я бомбардировочная авиационная дивизия | -          |
| 01.09.1942 | Резерв Ставки ВГК         | 1-я бомбардировочная авиационная армия | -                                       | 222-я бомбардировочная авиационная дивизия | -          |
| 01.10.1942 | Резерв Ставки ВГК         | -                                      | 1-й бомбардировочный авиационный корпус | 222-я бомбардировочная авиационная дивизия | -          |
| 01.11.1942 | Ставка ВГК                | -                                      | -                                       | 222-я бомбардировочная авиационная дивизия | -          |
| 01.12.1942 | Ставка ВГК                | -                                      | -                                       | 222-я бомбардировочная авиационная дивизия | -          |
| 01.01.1943 | Ставка ВГК                | -                                      | -                                       | 222-я бомбардировочная авиационная дивизия | -          |
| 01.02.1943 | Ставка ВГК                | -                                      | -                                       | 222-я бомбардировочная авиационная дивизия | -          |
| 01.03.1943 | Ставка ВГК                | -                                      | -                                       | 222-я бомбардировочная авиационная дивизия | -          |

## Командиры
- 04.08.40 − 24.06.41 — Кобец, Александр Иванович, майор
- 04.07.41 − 17.08.41 — Сагалаев, Василий Михайлович, майор
- 22.08.41 − 12.12.41 — Сандалов, Владимир Александрович, подполковник
- 12.12.41 − ? — Свинин, Александр Васильевич, майор
- 07.1942 − 09.1944 — Ульяновский, Сергей Алексеевич, полковник
- 09.1944 - 05.1945 — Цыганенко, Владимир Саввич, подполковник

## Отличившиеся воины полка
| Награда | Ф. И. О.                         | Должность                | Звание            | Дата награждения | Данные о вылетах | Примечания                                    |
| ------- | -------------------------------- | ------------------------ | ----------------- | ---------------- | ---------------- | --------------------------------------------- |
|         | Губин, Назар Петрович            | Воздушный стрелок-радист | сержант           | 16.01.1942       | 5 боевых вылетов | Член экипажа И. С. Черных                     |
|         | Косинов, Семён Кириллович        | Стрелок-бомбардир        | лейтенант         | 16.01.1942       | 61 боевой вылет  | Член экипажа И. С. Черных                     |
|         | Михайлов, Василий Николаевич     | Штурман полка            | майор             | 10.02.1943       | -                | -                                             |
|         | Поздняков, Алексей Петрович      | Штурман эскадрильи       | лейтенант         | 10.02.1943       | 74 боевых вылета | -                                             |
|         | Сандалов, Владимир Александрович | Командир полка           | подполковник      | 06.06.1942       | 47 боевых вылета | -                                             |
|         | Черных, Иван Сергеевич           | Младший лётчик           | младший лейтенант | 16.01.1942       | 62 боевых вылета | Посмертно, 16.12.1941 совершил огненный таран |